# 아이노우라정
아이노우라정(相浦町)은 나가사키현 기타마쓰우라군에 설치된 촌이다. 